# Wilkes-Barre
Wilkes-Barre é uma cidade localizada no estado norte-americano de Pensilvânia, no Condado de Luzerne. A cidade foi fundada em 1871.

## Demografia
Segundo o censo norte-americano de 2000, a sua população era de 43.123 habitantes. Em 2006, foi estimada uma população de 41.288, um decréscimo de 1835 (-4.3%).

## Geografia
De acordo com o United States Census Bureau tem uma área de 18,6 km², dos quais 17,7 km² cobertos por terra e 0,9 km² cobertos por água.

## Personalidades
- David Bohm, físico.
- Edward Lewis, biólogo.
- William Daniel Phillips (1948), Prémio Nobel de Física de 1997

## Localidades na vizinhança
O diagrama seguinte representa as localidades num raio de 4 km ao redor de Wilkes-Barre.